# Сабатье, Робер
Робер Сабатье (фр. Robert Sabatier; 17 августа 1923, Париж — 28 июня 2012, Булонь-Бийанкур) — французский прозаик и поэт, член Гонкуровской академии. Автор романов, эссе, сборников афоризмов, сборников стихов, а также девятитомной «Истории французской поэзии».

## Биография
Предки писателя — из Оверни, сам он родился и рос в Париже. Посещал школу в квартале Монмартр, потом в квартале канала Сен-Мартен. С 1950 служил в издательстве «Пресс-Юниверситер-де-Франс», позднее стал литературным редактором издательства Альбен Мишель. С 1978 работал на радио.
Робер Сабатье умер 28 июня 2012 года в госпитале Амбруаз-Паре в пригороде Парижа Булонь-Бийанкур.

## Творчество
Дебютировал книгой стихов Празднества солнца (1952), его поэзия близка по тональности к сюрреализму. Свои школьные годы описал в цикле из восьми автобиографических романов «Роман Оливье», особенно популярным из которых был «Шведские спички» (1969), разошедшийся в количестве 200 000 экземпляров и экранизированный в 1996 для телевидения Жаком Эрто. Последние романы серии, «Оливье 1940» (2003) и «Военные трубы» (2007), написаны в более жёстком стиле, близок к поэтике Чорана и Пьера Мак-Орлана.

## Признание
Получил премию Арто (1952, первый лауреат этой премии), поэтическую премию Аполлинера (1955), Большую премию Французской академии за поэзию (1969). В 1971 был избран в Гонкуровскую академию, а позднее в Академию Малларме.
В 2011 году награждён Большим крестом ордена «За заслуги» (великий офицер — 1998, командор — 1988).
Произведения Сабатье переведены на 15 языков. Его роман Бульвар (1956) экранизировал Жюльен Дювивье (1960).

## Публикации на русском языке
- Шведские спички. М.: Прогресс, 1975